# Peter Ẩn sỹ

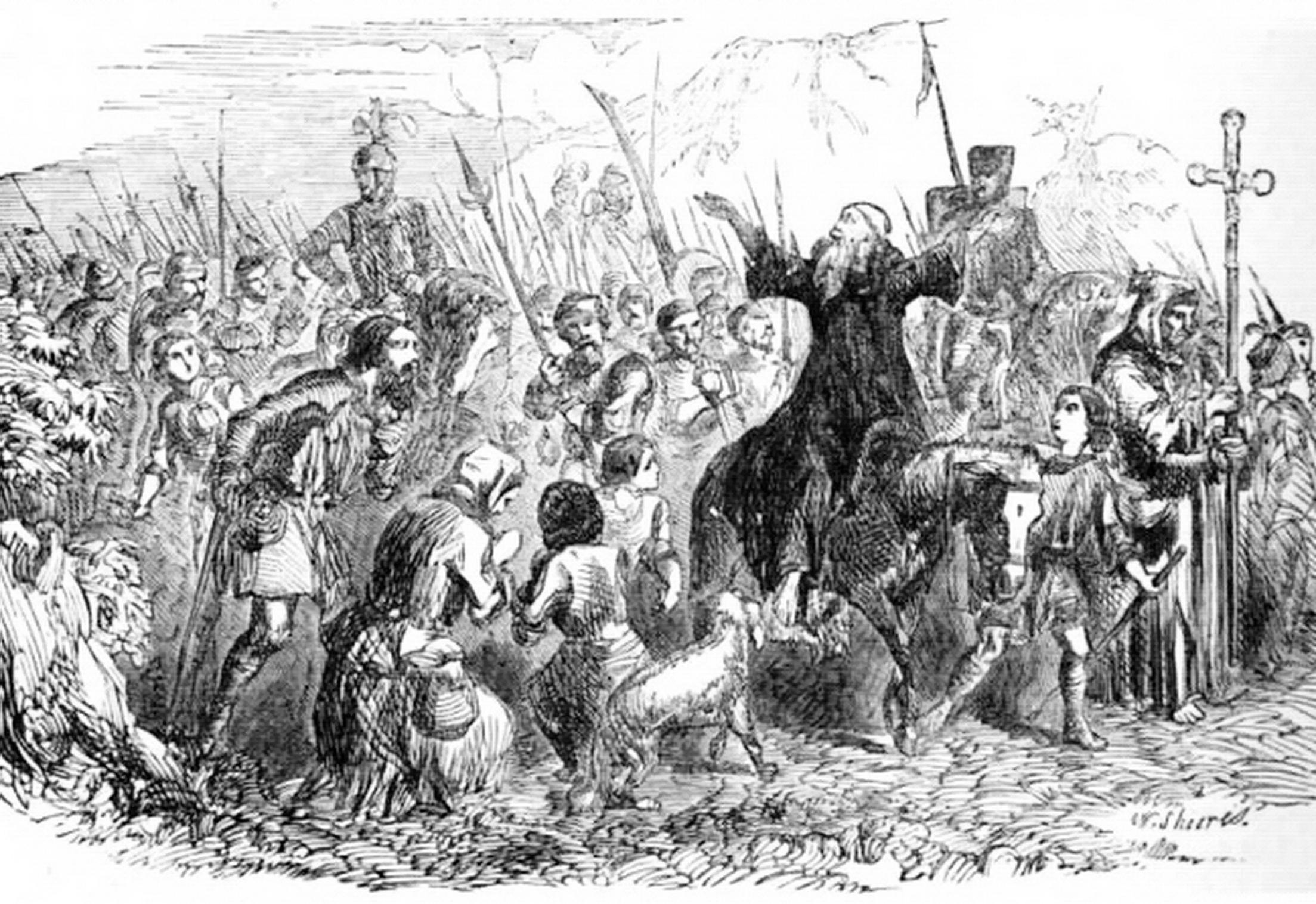
Peter Ẩn sỹ và quân đội của ông

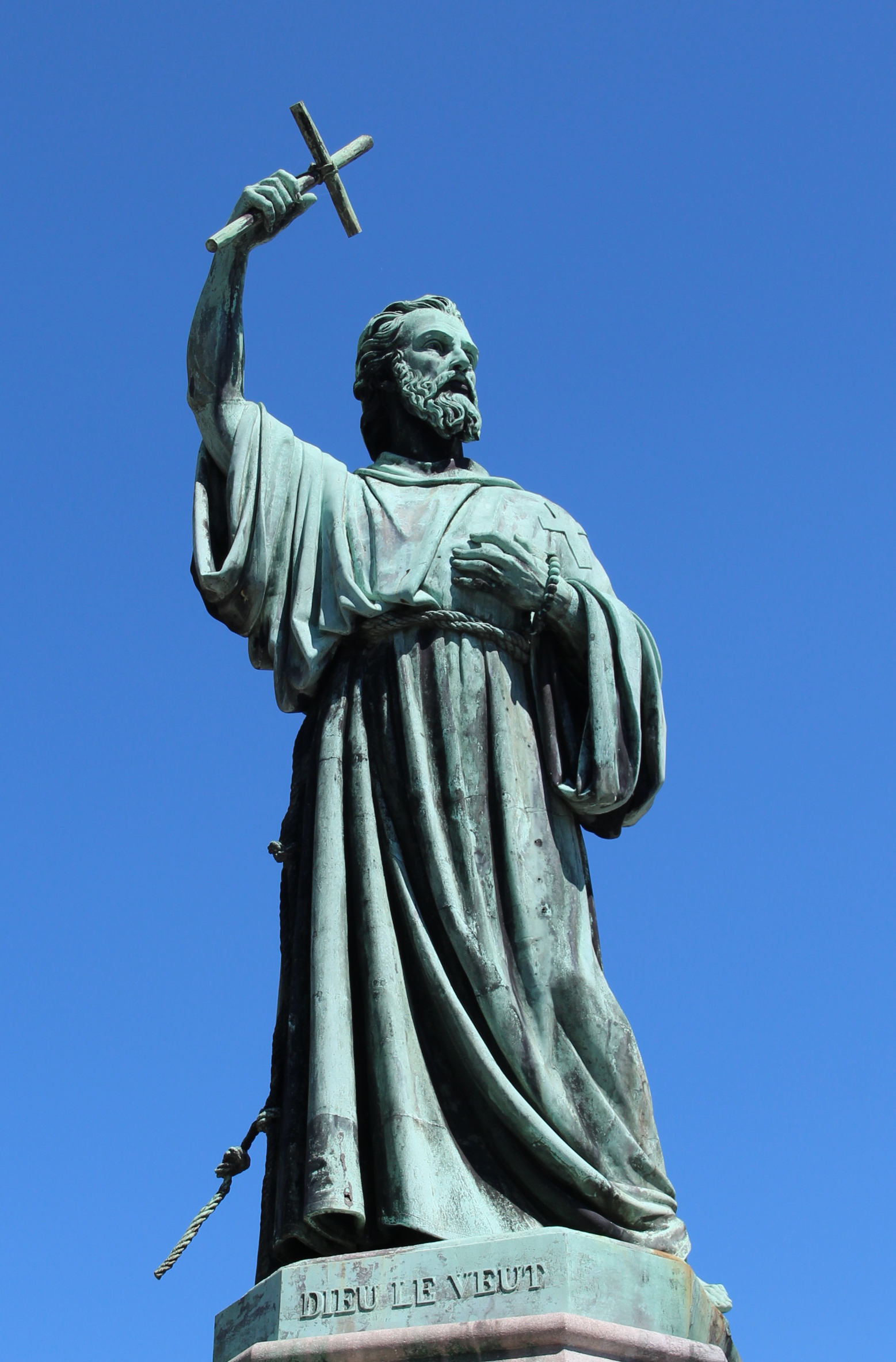
Một bức tượng Peter Ẩn sỹ ở Amiens

Peter Ẩn sỹ (cũng gọi là Cucupeter, Little Peter or Peter of Amiens; khoảng năm 1050 – 8 tháng 7 năm 1115) là một linh mục của Amiens và là nhân vật chủ chốt trong Cuộc thập tự chinh đầu tiên, Các cuộc thảm sát Rhineland.

## Gia đình

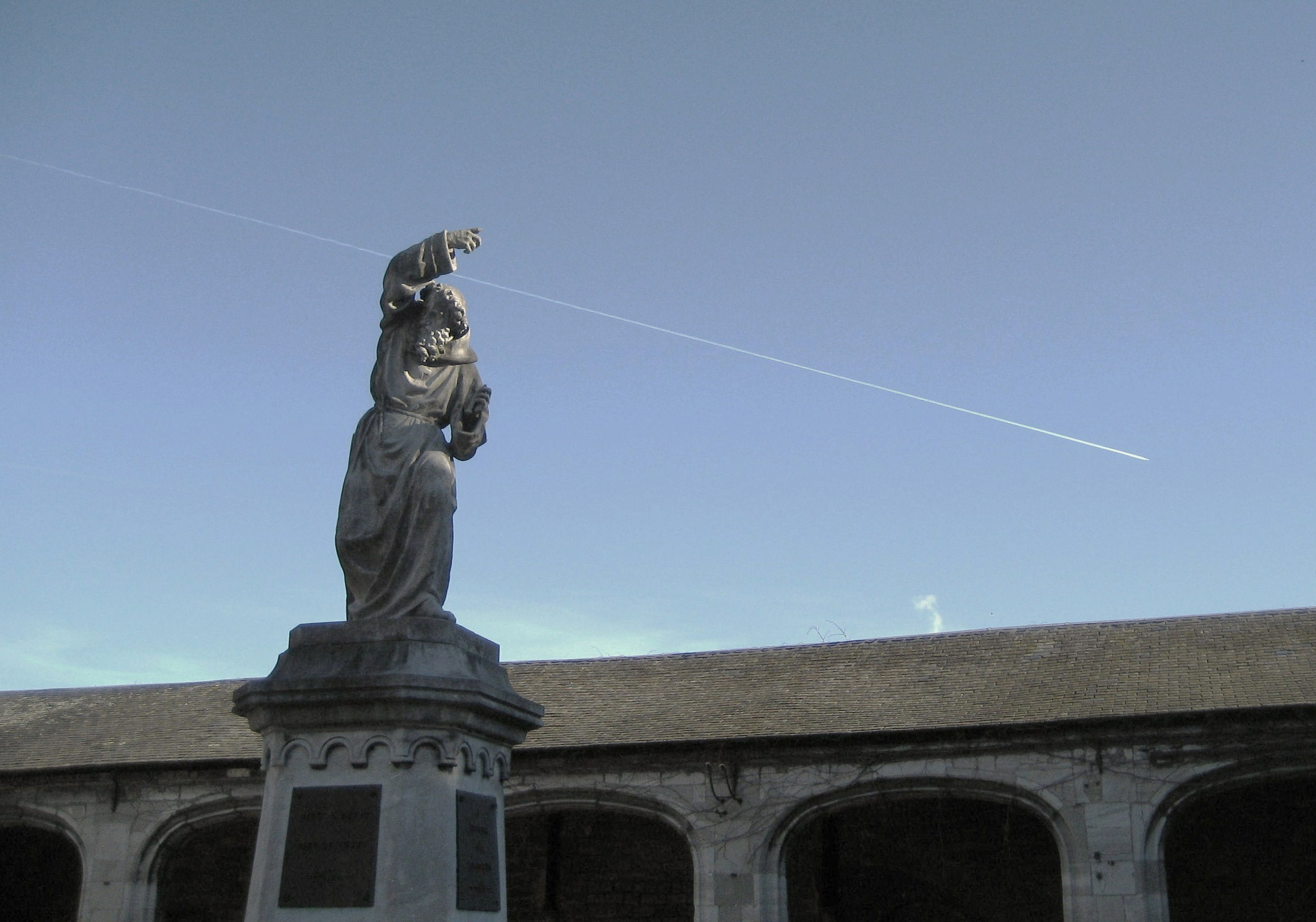
Một bức tượng của Peter Ẩn sỹ ở Huy

Tên của ông trong tiếng Pháp là Pierre l'Ermite. Cấu trúc của tên này trong tiếng Pháp không giống như trong tiếng Anh đã khiến một số học giả các nước nói tiếng Pháp coi l'Ermite như một họ chứ không phải là một tiêu đề.
Theo một số tác giả, anh ta được sinh ra vào khoảng năm 1050 và là con trai của cô gái da đỏ, người vợ của Auvergne, và vợ anh ta. Alide Montaigu, de Picardie. Những người khác cho rằng anh ta là thành viên của gia đình  L'Hermite  của Auvergne ở Hà Lan. Những tuyên bố này bị tranh cãi bởi các tác giả khác, những người lập luận rằng không có gì có thể xác nhận rằng "The Hermit" là một họ thực sự và họ không được phát triển cho đến sau ngày của anh ta.

## Trước 1096
Theo Anna Comnena, Peter đã cố gắng đi hành hương đến Jerusalem trước năm 1096, nhưng đã bị người Turk Seljuk ngăn cản để đạt được mục tiêu của mình và đã bị ngược đãi. Ông đã sử dụng sự ngược đãi được cho là này để rao giảng những tuyên bố gây viêm về người Thổ đối với các Kitô hữu khó chịu. Tuy nhiên, vẫn còn nghi ngờ liệu anh có từng thực hiện một hành trình như vậy không.